# Linowo (powiat gołdapski)
Linowo – wieś w Polsce położona w województwie warmińsko-mazurskim, w powiecie gołdapskim, w gminie Dubeninki.
W latach 1975–1998 miejscowość należała administracyjnie do województwa suwalskiego.
We wsi znajduje się zabytkowy cmentarz ewangelicki (nr ew. NID A-2858).